# The Poison
The Poison es el álbum debut de la banda de metalcore británica Bullet For My Valentine. Fue lanzado el 3 de octubre de 2005 en el Reino Unido y el 14 de febrero de 2006 en los Estados Unidos.

## Listado de canciones
1. "Intro"  (con Apocalyptica) - 2:22
2. "Her Voice Resides" - 4:17
3. "4 Words (To Choke Upon) - 3:43
4. "Tears Don't Fall" - 5:48
5. "Suffocating Under Words of Sorrow (What Can I Do)" - 3:35
6. "Hit the Floor" - 3:30
7. "All These Things I Hate (Revolve Around Me)" - 3:45
8. "Room 409" - 4:01
9. "The Poison" - 3:39
10. "10 Years Today" - 3:55
11. "Cries in Vain" - 3:56
12. "Spit You Out" - 4:07
13. "The End" - 6:48

## Vídeos
1. 2005: 4 Words (To Choke Upon)
2. 2006: All These Things I Hate (Revolve Around Me)
3. 2006: Tears Don't Fall
4. 2006: Suffocating Under Words of Sorrow (What Can I Do)